# Wild West (mixtape de Central Cee)
«Wild West» és el mixtape debut del raper britànic Central Cee. Va ser llançat de manera independent el 12 de març de 2021.

## Recepció de la crítica
El doble ela Evans de The Clash va descriure Central Cee com una "futura estrella del rap" i va dir que el mixtape "ofereix una gran quantitat de cançons de primer nivell", mentre que el crític de NME Nicolas-Tyrell Scott va dir que Wild West ofereix "Una visió temptadora del futur". d'exercici" Will Pritchard, de The Guardian, va considerar a Cee "un ou d'or a l'escena d'exercici emergent del Regne Unit" i va descriure el mixtape de "poderós".

## Cançons
| Llista de Wild West |                       |         |  |
| N.º                 | Títol                 | Duració |  |
| 1.                  | «6 for 6»             | 2:28    |  |
| 2.                  | «Fraud»               | 2:31    |  |
| 3.                  | «Pinging (6 Figures)» | 2:45    |  |
| 4.                  | «The Bag»             | 2:53    |  |
| 5.                  | «Day in the Life»     | 3:08    |  |
| 6.                  | «Dun Deal»            | 2:41    |  |
| 7.                  | «Commitment Issues»   | 2:30    |  |
| 8.                  | «Sex Money Drugs»     | 2:34    |  |
| 9.                  | «Ruby»                | 3:25    |  |
| 10.                 | «Hate It or Luv It»   | 2:32    |  |
| 11.                 | «Xmas Eve»            | 2:28    |  |
| 12.                 | «Loading»             | 2:53    |  |
| 13.                 | «Tension»             | 3:08    |  |
| 14.                 | «Gangbiz»             | 2:30    |  |
| 38:26               |                       |         |  |

## Referençies
1. ↑  Evans, Elle. «Central Cee - Wild West | Reviews». Clash, 12-03-2021. Arxivat de l'original el 2021-03-19. [Consulta: 19 març 2021].
2. ↑  Hunter-Tilney, Ludovic. «Central Cee: Wild West — talent limited by machismo». Financial Times, 12-03-2021. Arxivat de l'original el 2021-03-12. [Consulta: 19 març 2021].
3. ↑  Pritchard, Will. «Central Cee: Wild West review – gritty street-level drill from magnetic talent». The Guardian, 12-03-2021. Arxivat de l'original el 2021-03-19. [Consulta: 19 març 2021].
4. ↑  Scott, Nicolas-Tyrell. «Central Cee – 'Wild West' mixtape review: a tantalising glimpse at drill's future». NME, 11-03-2021. Arxivat de l'original el 2021-03-11. [Consulta: 19 març 2021].